# Уэст-Рединг
Уэст-Рединг (англ. West Reading) — боро в округе Беркс штата Пенсильвания, США.
Согласно переписи 2019 года, население боро составляло 4296 человек.
Уэст-Рединг является местом рождения певицы и автора песен Тейлор Свифт.
Музей — Редингский общественный музей (англ.)